# Tinker Tailor Soldier Spy (filme)
Tinker Tailor Soldier Spy (br: O Espião que Sabia Demais - pt: A Toupeira) é um filme de espionagem de 2011 dirigido por Tomas Alfredson, com roteiro escrito por Bridget O'Connor e Peter Straughan baseado no livro homônimo de John le Carré publicado em 1974. 
O filme é estrelado por Gary Oldman, como George Smiley, e coestrelado por Colin Firth, Tom Hardy, John Hurt, Toby Jones, Mark Strong, Benedict Cumberbatch e Ciarán Hinds. 
A trama é ambientada na Londres da década de 1970, durante a caçada a um agente duplo soviético no alto escalão do serviço secreto britânico. Tinker Tailor Soldier Spy foi produzido pela companhia britânica Working Title Films e financiado pela francesa StudioCanal.

## Elenco
- Gary Oldman como George Smiley
- Colin Firth como Bill Haydon
- Tom Hardy como Ricki Tarr
- John Hurt como Control
- Toby Jones como Percy Alleline
- Mark Strong como Jim Prideaux
- Benedict Cumberbatch como Peter Guillam
- Ciarán Hinds como Roy Bland
- David Dencik como Toby Esterhase
- Stephen Graham como Jerry Westerby
- Simon McBurney como Oliver Lacon
- Svetlana Khodchenkova como Irina
- Kathy Burke como Connie Sachs
- Roger Lloyd-Pack como Mendel
- Christian McKay como Mackelvore
- Konstantin Khabensky como Polyakov

## Sinopse
Em outubro de 1973, o chefe do Serviço Secreto Britânico (apelidado de "Circus") conhecido pelo codinome "Controle", é forçado a deixar o cargo juntamente com seu braço-direito, George Smiley, após uma operação fracassada em Budapeste, quando o agente Jim Prideaux foi dado como morto depois de um tiroteio com agentes comunistas. Pouco tempo depois, com Controle já falecido, Smiley é contatado pelo secretário Lacon, que o chama para investigar as denúncias de outro agente, Ricki Tarr, que teria recebido a informação de haver um agente duplo ("toupeira", no jargão da espionagem inglesa) infiltrado na cúpula do Circus. Smiley requisita os serviços de Peter Guillam e Mendel, dois agentes de confiança, e reúne os arquivos deixados por Controle no apartamento dele. Descobre que o falecido líder suspeitava de cinco componentes do seu grupo de apoio, inclusive o próprio Smiley e o atual chefe, Percy Alleline, que cuidava de uma operação secreta chamada "Operação Bruxaria". Smiley começa a coletar evidências de que essa operação foi na verdade montada pelo chefe do serviço secreto soviético, conhecido como "Karla".

## Produção

### Desenvolvimento
O projeto foi iniciado por Peter Morgan quando ele escreveu um rascunho do roteiro, o oferecendo para Working Title Films produzir. Morgan saiu do posto de roteirista por razões pessoais, mesmo assim ele ainda atuou como produtor executivo. Depois da saída de Morgan, a Working Title contratou Bridget O'Connor e Peter Straughan para reescrever o rascunho. Tomas Alfredson foi confirmado na direção em 9 de julho de 2009, com esta produção sendo sua primeira em inglês. Tinker Tailor Soldier Spy foi bancado financeiramente pela francesa StudioCanal com um orçamento correspondente a US$ 21 milhões.

### Seleção de elenco
Alfredson escalou Gary Oldman no papel de George Smiley, descrevendo o ator como tendo "um ótimo rosto" e "a quieta intensidade e inteligência de que precisávamos". Muitos atores estavam conectados a outros papéis em vários pontos, porém a apenas alguns dias antes do início das filmagens, Oldman ainda era o único ator que havia sido oficialmente contratado. Michael Fassbender estava em algum momento negociando para interpretar Ricki Tarr, porém o cronograma de filmagens entrava em conflito com seu trabalho em X-Men: First Class. Tom Hardy foi escalado em seu lugar. Em 17 de setembro de 2010, Mark Strong foi confirmado no elenco. Jared Harris também foi contratado porém teve de sair devido a conflitos de agenda com Sherlock Holmes: A Game of Shadows. Ele foi substituído por Toby Jones.

### Filmagens

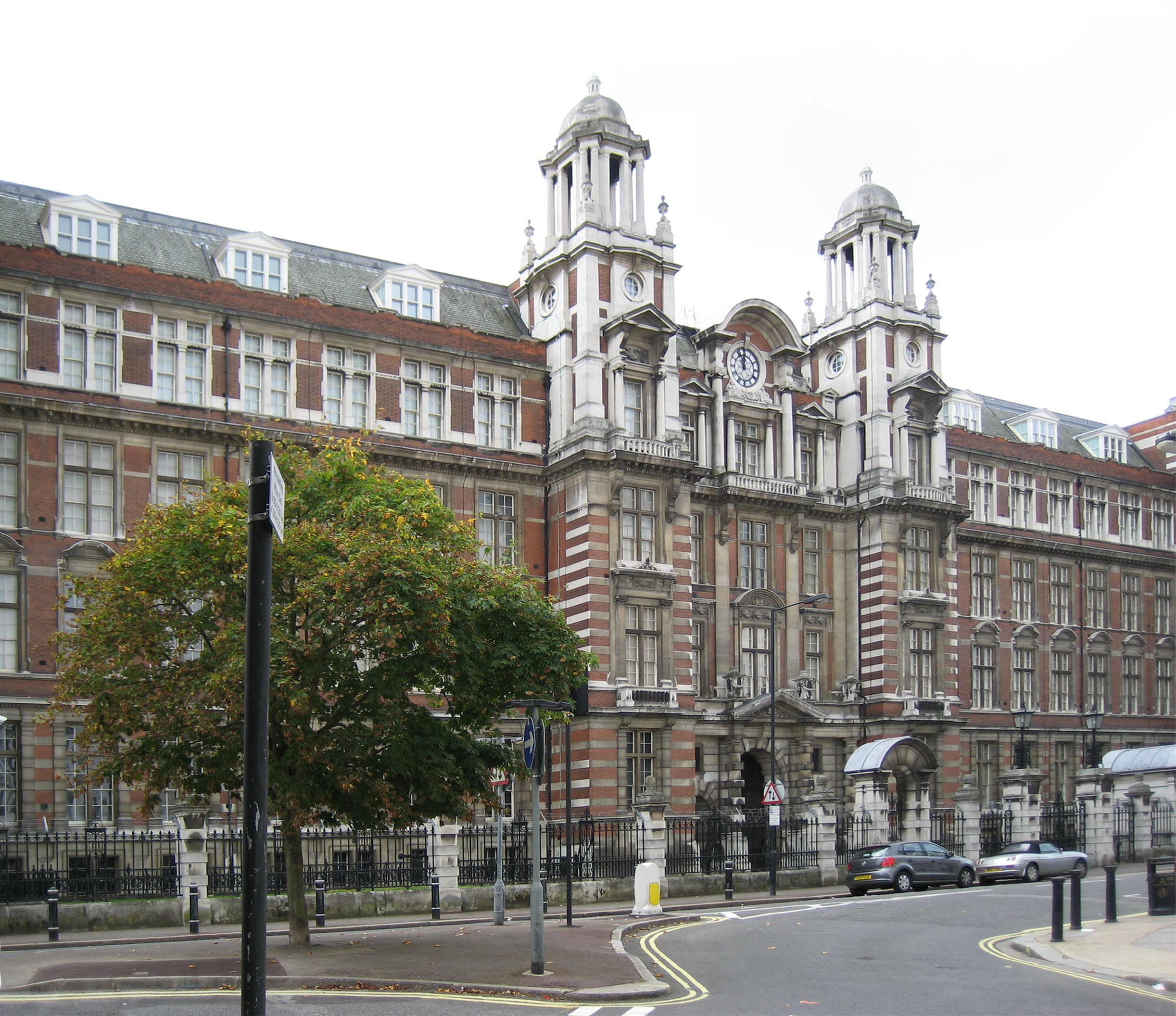
Blythe House, exterior do "Circo".

As filmagens ocorreram entre 7 de outubro e 22 de dezembro de 2010. Cenas dentro de estúdio foram filmadas em uma antiga instalação do exército em Mill Hill, ao norte de Londres. A Blythe House, em Kensington Olympia, oeste de Londres, foi usada como a sede do MI6, "o Circo". A hall interior Leadenhall Market, também em Londres, serviu como locação para a cena do café, supostamente em Budapeste. Empress Coach Works, em Hackney, foi usada como locação para a casa de Merlin. Outras cenas foram filmados no Hampstead Heath, o Parliament Hill Lido, onde Smiley é mostrado nadando, e o departamento de física do Imperial College London. As tomadas exteriores do Islay Hotel, um hotel que no filme fica supostamente perto da estação da Rua Liverpool, em que Smiley usa como base, foram feitas an Wilkin Street, Londres.
Os eventos que se passam na Checoslováquia no romance foram mudados para a Hungria, devido os incentivos que o país dá as produções. As equipes de filmagens gravaram em Budapeste por cinco dias. Antes do Natal, a equipe também filmou em Istanbul por nove dias. A produção reuniu Alfredson com o diretor de fotografia Hoyte van Hoytema e o editor Dino Jonsäter, com quem ele havia trabalho em seu filme anterior, Låt den Rätte Komma In.

## Lançamento

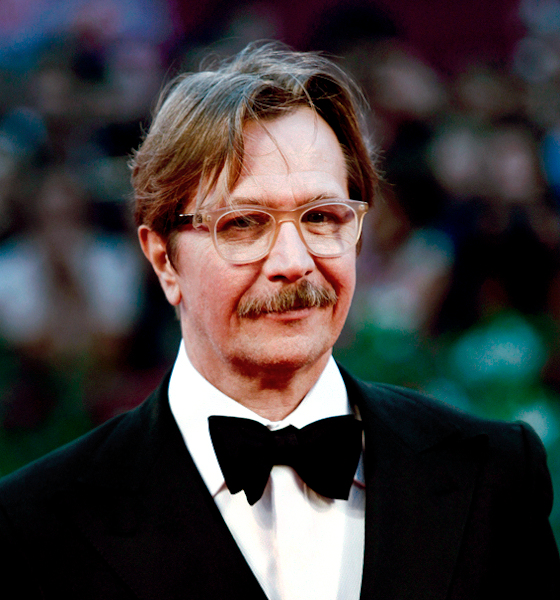
Gary Oldman na estreia do filme no Festival de Veneza.

O filme estreou em competição no Festival de Veneza no dia 5 de setembro de 2011. A StudioCanal UK distribuiu o filme no Reino Unido, com o lançamento ocorrendo em 16 de setembro de 2011. Os direitos de distribuição nos Estados Unidos foram adquiridos pela Universal Pictures, que tem um contrato permanente com a Working Title lhe dando prioridade, que repassou os direitos para sua subsidiária, a Focus Features. A Focus lançou o filme em território norte-americano no dia 9 de dezembro de 2011.

### Bilheteria
Tinker Tailor Soldier Spy estreou nas bilheterias britânicas em primeiro, permanecendo nessa posição por três semanas consecutivas. Estreou nos Estados Unidos de forma limitada no dia 9 de dezembro de 2011, arrecadando apenas US$ 310.562. No dia 6 de janeiro de 2012, Tinker Tailor Soldier Spy recebeu uma lançamento geral nos EUA com 809 salas, arrecadando US$ 5.8 milhões e terminando na nona posição nas bilheterias. No total, o filme já arrecadou US$ 31.660.423 mundialmente.

### Crítica
Tinker Tailor Soldier Spy foi muito bem recebido pela crítica especializada. No site Rotten Tomatoes, o filme possui uma aprovação de 85%, baseado em 164 resenhas, com uma nota média de 7,8/10 e o consendo de que ele "...é um quebra-cabeça cheio de ansiedade, paranóia e espionagem que o diretor Tomas Alfredson monta com extrema habilidade". Por compração, no agregador Metacritic, o filme possui um indíce de 85/100, baseado em 42 resenhas, indicando "aclamação universal".